# Junko Hoshino
Junko Hoshino (* 25. September 1989 in Nagaoka) ist eine japanische Freestyle-Skierin. Sie startet in den Buckelpisten-Disziplinen Moguls und Dual Moguls.

## Werdegang
Hoshino debütierte im Freestyle-Skiing-Weltcup im März 2010 in Inawashiro und belegte dabei den 16. Platz im Moguls. Bei den Freestyle-Skiing-Weltmeisterschaften 2011 in Deer Valley errang sie im Moguls und im Dual Moguls jeweils den 20. Platz. Zwei Jahre später kam sie bei den Freestyle-Skiing-Weltmeisterschaften in Voss auf den 28. Platz im Dual Moguls und auf den 26. Rang im Moguls. Im Januar 2014 erreichte sie in Calgary mit dem zehnten Platz im Moguls-Wettbewerb ihre erste Top-Zehn-Platzierung im Weltcup. Es folgten im weiteren Saisonverlauf drei weitere Top-Zehn-Resultate, darunter Platz drei im Moguls in Val St. Come und im Dual Moguls in Inawashiro. Beim Saisonhöhepunkt den Olympischen Winterspielen 2014 in Sotschi belegte sie den 25. Platz im Moguls. Die Saison beendete sie auf dem neunten Platz im Moguls-Weltcup. In der Saison 2014/15 kam sie im Weltcup fünfmal unter die ersten Zehn, darunter Platz zwei im Moguls in Tazawako und belegte damit zum Saisonende den 32. Platz im Gesamtweltcup und den zehnten Platz im Moguls-Weltcup. Bei den Freestyle-Skiing-Weltmeisterschaften 2015 am Kreischberg errang sie den 11. Platz im Moguls- und den zehnten Platz im Dual Moguls-Wettbewerb. Im März 2015 wurde sie japanische Moguls-Meisterin.
In der Saison 2018/19 erreichte Hoshino mit fünf Top-Zehn-Platzierungen, den achten Platz im Moguls-Weltcup. Beim Saisonhöhepunkt, den Weltmeisterschaften 2019 in Park City, belegte sie den neunten Platz im Moguls und den sechsten Rang im Dual Moguls. Im März 2019 wurde sie in Inawashiro japanische Meisterin im Moguls und Dual Moguls. Nach zwei neunten Plätzen zu Beginn der Saison 2019/20, errang sie in Tazawako den zweiten Platz im Moguls-Wettbewerb und zum Saisonende den 11. Platz im Moguls-Weltcup. Im Februar 2020 siegte sie bei den japanischen Meisterschaften erneut im Dual Moguls.

## Erfolge

### Olympische Spiele
- Sotschi 2014: 25. Moguls

### Weltmeisterschaften
- Deer Valley 2011: 20. Moguls, 20. Dual Moguls
- Voss 2013: 26. Moguls, 28. Dual Moguls
- Kreischberg 2015: 10. Dual Moguls, 11. Moguls
- Park City 2019: 6. Dual Moguls, 9. Moguls

### Weltcup
Hoshino errang im Weltcup bisher vier Podestplatzierungen.
Wertungen:
| Saison  | Gesamt | Gesamt | Moguls | Moguls |
| Saison  | Platz  | Punkte | Platz  | Punkte |
| ------- | ------ | ------ | ------ | ------ |
| 2009/10 | 124.   | 1      | 47.    | 15     |
| 2010/11 | 92.    | 4      | 27.    | 48     |
| 2011/12 | 78.    | 11     | 21.    | 148    |
| 2012/13 | 109.   | 10     | 22.    | 126    |
| 2013/14 | 51.    | 23     | 9.     | 253    |
| 2014/15 | 32.    | 28,44  | 10.    | 256    |
| 2015/16 | 153.   | 2,63   | 31.    | 21     |
| 2016/17 | 174.   | 2,82   | 34.    | 31     |
| 2017/18 | 137.   | 7,40   | 27.    | 74     |
| 2018/19 | 42.    | 26,78  | 8.     | 241    |
| 2019/20 | 44.    | 25,60  | 11.    | 256    |

### Weitere Erfolge
- 4 japanische Meistertitel
- 1 Podestplatz im Nor-Am Cup
- 7 Podestplätze im Australian New Zealand Cup, davon 3 Siege